# Saxophone varie vol. 3
Saxophone Varie vol. 3 – dwupłytowy album Pawła Gusnara z polską, współczesną, kameralną muzyką saksofonową, kontynuujący projekt zapoczątkowany przez płytę Saxophone Varie (DUX 0992), uhonorowaną Fryderykiem 2014 w kategorii muzyki poważnej Album Roku Muzyka Kameralna. 
Tym razem saksofonista proponuje zestawienie kompozycji przeznaczonych na rozmaite konfiguracje dwóch (saksofon i klawesyn), trzech (saksofon z: wiolonczelą i fortepianem, wiolonczelą i klawesynem, wiolonczelą i akordeonem) i czterech instrumentów – saksofon, obój, klarnet i fagot (CD 1) z utworami na zespoły saksofonowe – kwartet oraz kwartet z saksofonem altowym solo (CD 2). 
Autorami prezentowanych kompozycji są: Romuald Twardowski, Anna Ignatowicz-Glińska, Paweł Mykietyn, Paweł Łukaszewski, Aleksander Kościów, Alicja Gronau, Bartosz Kowalski, Krzysztof Herdzin. Wszystkie utwory, z wyjątkiem kompozycji Mykietyna, to premiery fonograficzne. Obok siebie współistnieją i przenikają się różne zjawiska, które służą prezentacji walorów brzmieniowych, ekspresyjnych i technicznych saksofonów klasycznego kwartetu oraz ukazaniu wszechstronności i różnorodności tego instrumentu w różnych wariantach obsadowych. Wśród wykonawców znajduje się plejada najlepszych polskich kameralistów.
Płyty ukazały się w wydaniu albumowym w twardej oprawie, z obszernym, blisko 60-stronicowym bookletem.
Album został wydany w 2018 r. przez Chopin University Press (numer katalogowy UMFC CD 110–111). Był nominowany do nagrody Fryderyk 2019 w kategorii muzyki poważnej Album Roku Muzyka Współczesna.
Nagranie objęli patronatem: Program Drugi Polskiego Radia, Polskie Centrum Informacji Muzycznej (Polmic), Presto, LongPlay, YAMAHA, D'Addario, BG France.

## Lista utworów, wykonawcy

### CD 1
[1] Romuald Twardowski: Trio młodzieżowe na saksofon altowy, wiolonczelę i fortepian [6:19]
Wykonawcy: Paweł Gusnar – saksofon altowy; Tomasz Strahl – wiolonczela; Agnieszka Przemyk-Bryła – fortepian  
[2] Anna Ignatowicz-Glińska: Po trzykroć... na saksofon sopranowy i klawesyn [10:33]
Wykonawcy: Paweł Gusnar – saksofon sopranowy; Alina Ratkowska – klawesyn
[3] Paweł Mykietyn: La Strada na trzy instrumenty [8:43]
Wykonawcy: Paweł Gusnar – saksofon sopranowy; Aleksandra Ohar-Sprawka – wiolonczela; Joanna Opalińska – klawesyn
[4]–[6] Paweł Łukaszewski: Wind Quartet na obój, klarnet, fagot i saksofon [7:01]
- I. Allegro molto [1:56]
- II. Lento molto [2:03]
- III. Moderato [3:02]

Wykonawcy: Paweł Gusnar – saksofon altowy; Krakowskie Trio Stroikowe (Marek Mleczko – obój, Roman Widaszek – klarnet, Paweł Solecki – fagot)
[7] Aleksander Kościów: IffyShapes na saksofon, akordeon i wiolonczelę [12:11]
Wykonawcy: Paweł Gusnar – saksofon sopranowy i altowy; Klaudiusz Baran – akordeon; Tomasz Strahl – wiolonczela

### CD 2
[1] Alicja Gronau: Non-existent street na kwartet saksofonowy [11:25]
Wykonawcy: Paweł Gusnar – saksofon sopranowy; Pablo Sánchez-Escarische Gasch – saksofon altowy; Michał Ochab – saksofon tenorowy; Konrad Gizk – saksofon barytonowy  
[2]–[4] Bartosz Kowalski: Kwartet saksofonowy Alla Polacca [8:10]
- I. Allegro [3:39]
- II. Andante quasi kujawiak [2:42]
- III. Presto [1:49]

Wykonawcy: Paweł Gusnar – saksofon sopranowy; Pablo Sánchez-Escarische Gasch – saksofon altowy; Michał Ochab – saksofon tenorowy; Jakub Wydrzyński – saksofon barytonowy
[5]–[10] Krzysztof Herdzin: Suita na tematy polskie na saksofon altowy solo i kwartet saksofonowy [26:37]
- I. Polka [4:00]
- II. Olender [5:10]
- III. Mazurek [4:38]
- IV. Krakowiak [4:20]
- V. Polonez [4:26]
- VI. Zbójnicki [4:03]

Wykonawcy: Paweł Gusnar – saksofon altowy solo; The Whoop Group (Jakub Muras – saksofon sopranowy, Mateusz Dobosz – saksofon altowy, Krzysztof Koszowski – saksofon tenorowy, Szymon Zawodny – saksofon barytonowy)

## Miejsce nagrania, informacje redakcyjne
Nagranie zrealizowano w latach 2013–2018 w Warszawie i Katowicach. 
Realizacja nagrania, montaż: Ewa Guziołek-Tubelewicz (Mykietyn), Katarzyna Rakowiecka-Rojsza (Twardowski, Ignatowicz-Glińska, Mykietyn, Kościów, Gronau, Kowalski, Herdzin), Grzegorz Stec (Łukaszewski)
Mastering: Katarzyna Rakowiecka-Rojsza
Nota programowa: Emilia Dudkiewicz
Tłumaczenia: Tomasz Zymer
Redakcja: Olga Gorczyca-Popławska
Opracowanie graficzne, skład: Krzysztof Welian